# Цирк (картина)
«Цирк» (фр. Le Cirque) — картина Жоржа-Пьера Сёра, написанная в стиле неоимпрессионизма. Последняя работа художника, оставшаяся незавершённой на момент его смерти в марте 1891 года. В настоящее время хранится в музее Орсе в Париже.
Картина является третьей крупной работой Сёра на тему зрелищных представлений после «Парада» (1887—1888) и «Канкана» (1889—1890). На ней изображена цирковая артистка, стоя скачущая на лошади в парижском цирке Фернандо, переименованном в 1890 году в Медрано в честь знаменитого клоуна. Цирк, расположенный на углу улицы Мучеников (Rue des Martyrs) и бульвара Рошешуар, неподалёку от студии Сёра, пользовался большой популярностью у парижан и был запечатлён на картинах таких художников, как Ренуар («Акробаты в цирке Фернандо»), Дега («Мисс Лала в цирке Фернандо») и Тулуз-Лотрек («В цирке Фернандо — всадница»).
Как и в более ранних работах, Сёра синтезировал в картине художественное творчество и научный подход. Перед её написанием он сделал несколько подготовительных этюдов, сосредоточившись на разработке динамических линий и ограниченном использовании цвета. В процессе работы Сёра руководствовался теориями известного редактора и библиотекаря Шарля Анри об эмоциональном и символическом значении линий и цвета, а также трудами химика Мишеля Шеврёля и физика Огдена Руда о взаимодополнительных цветах. Работа несёт отголоски японской гравюры и графических работ Жюля Шере, также оказавших на Сёра влияние.
Картина выполнена в технике пуантилизма, позволяющей художнику достичь оптической иллюзии в восприятии цвета за счёт плотного размещения множества разноцветных мазков. В работе доминируют белый и три основных цвета, преимущественно красный и жёлтый, с синими оттенками. По краям холста изображена солидная объёмная тёмно-синяя рама.
Композиция картины разделена на две части: нижнюю правую занимают цирковые артисты, изображённые с преобладанием кривых и волнистых линий, создающих ощущение движения, в верхней левой показаны прямые ряды зрителей, разделённые по социальным классам — от элегантно одетого высшего общества в первом ряду (человек в цилиндре — друг и коллега Сёра Шарль Ангран) до простонародья на галёрке.
Ощущение пространства создаёт белый клоун, стоящий спиной на переднем плане и отвернувшийся от зрителей в зале. Справа за инспектором манежа демонстрируют акробатику два других клоуна.
Незавершённый «Цирк» впервые был выставлен в Салоне Независимых в марте 1891 года. Сёра работал над картиной до последних дней: местами осталась незаполненная основа и сетка синих линий, необходимая Сёра для разработки композиции. Первые критики жаловались на одеревенелость персонажей, похожих на автоматоны. Позже это назвали предвосхищением кубизма.
По окончании выставки картину вернули матери Сёра, и та оставила её в комнате на бульваре Маджента, в которой умер художник. Около 1900 года картину приобрёл Поль Синьяк, у него её выкупил американский коллекционер Джон Куинн, впоследствии пожертвовавший её Лувру в 1927 году. «Цирк» выставлялся в Музее в Люксембургском саду, в Государственном музее современного искусства, в национальной галерее Жё-де-Пом, а с 1977 года и по сей день картина находится в музее Орсе.

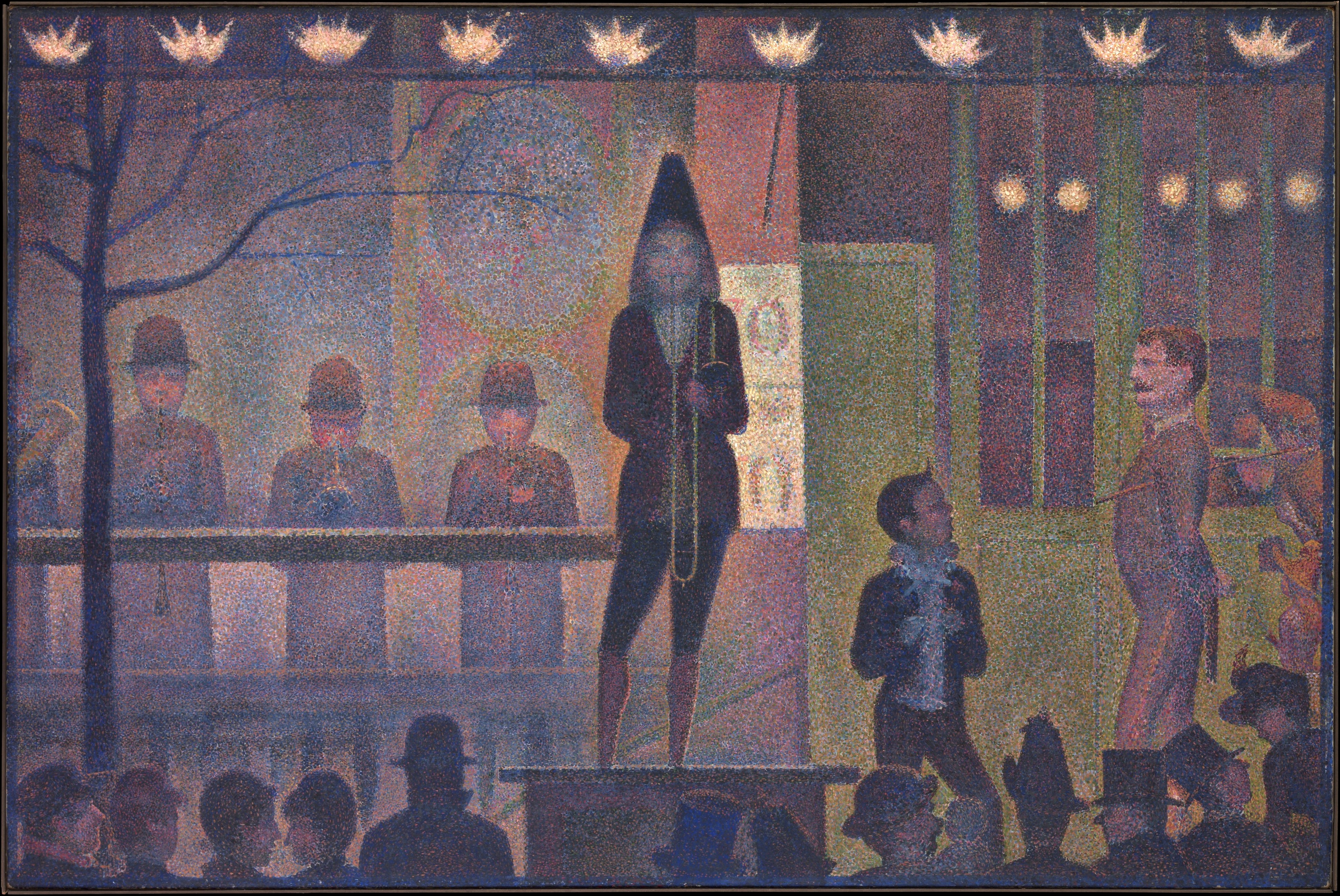
Парад (1887—1888)
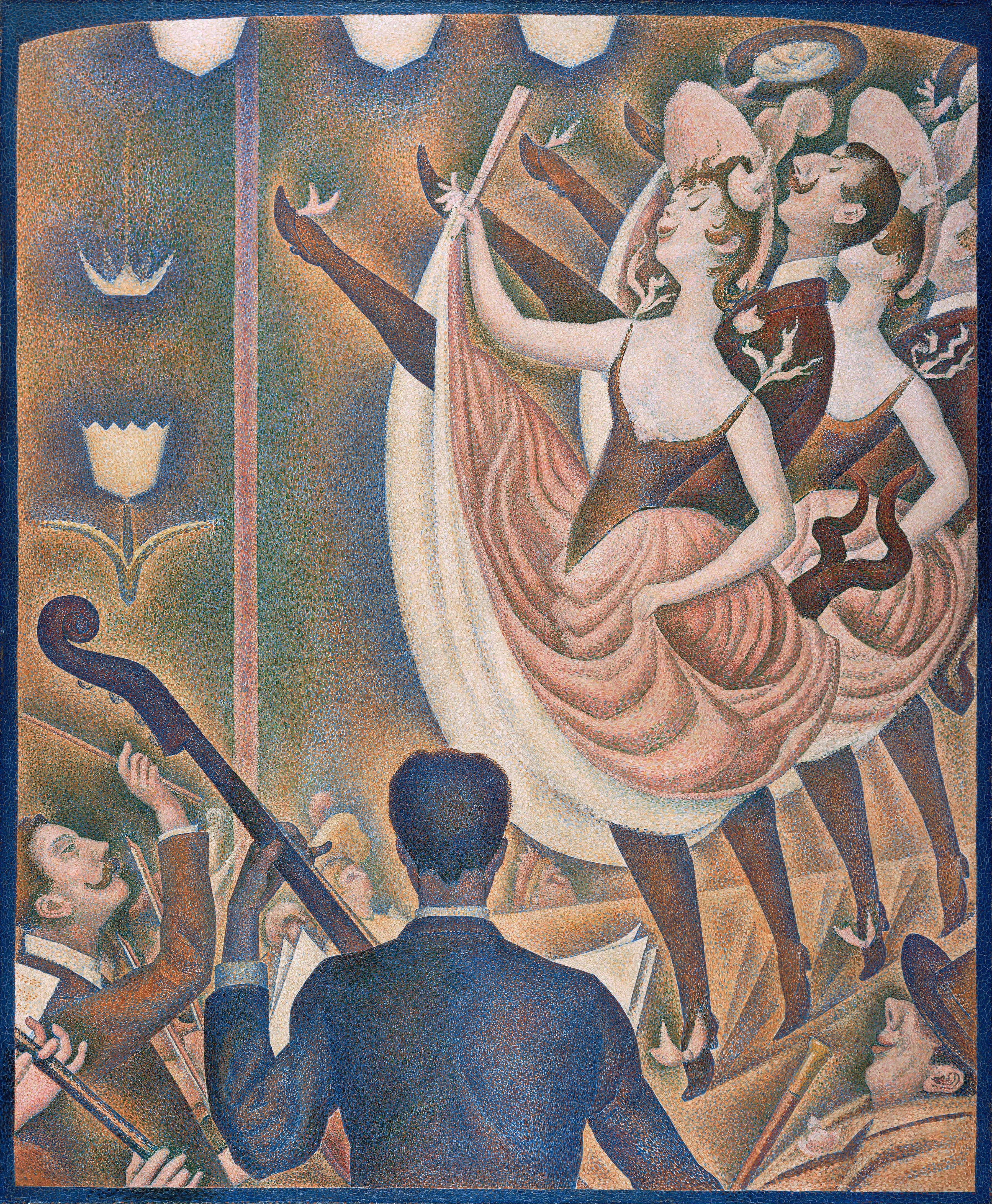
Канкан (1889—1890)